# 郑定
鄭定（?—?），字孟宣，閩縣（今福州市區）人，明朝政治人物。

## 生平
善擊劍，曾為陳友定記室。陳友定兵敗後，浮海亡交、广間。久之，還居長樂。工古篆、隸書，與林鴻等稱“閩中十才子”。洪武時舉明經，授延平府訓導。洪武末，累官至國子助教。